# Дансинкская обсерватория
Дансинкская обсерватория (англ. Dunsink Observatory, ирл. Réadlann Dhún Sinche) — астрономическая обсерватория в Ирландии, основанная в 1785 году. Расположена в Дансинке, в 8 километрах от центра Дублина.
С конца XVIII века директор обсерватории по должности являлся королевским астрономом Ирландии, эта традиция просуществовала до провозглашения независимости Ирландии в 1921 году. Самым известным директором обсерватории (и, соответственно, королевским астрономом Ирландии) был выдающийся математик Уильям Гамильтон, занимавший эти должности с 1827 по 1865 годы — дольше, чем кто бы то ни было за всю историю. В конце XX века из-за разрастания Дублина резко ухудшились условия для наблюдения в обсерватории, и её телескоп в настоящее время используется только для публичных демонстраций во время так называемых «Открытых ночей».

## История
Обсерватория была построена на южном склоне невысокого холма в городке Дансинк, на высоте 84 метра над уровнем моря. Крупнейший телескоп, использовавшийся в обсерватории — 12-дюймовый рефрактор, построенный Томасом Граббом из Дублина в 1868 году. Ахроматические линзы для телескопа диаметром 11,75 дюймов были подарены сэром Джеймсом Саутом в 1862 году, который приобрёл их в Париже за 30 лет до того, но не сумел их использовать должным образом.
В справочнике Thom’s Directory (1850) дано следующее описание обсерватории:

Астрономическая обсерватория Дублинского университета, Дансинк
Королевский астроном сэр Уильям Роуэн Гамильтон, А.М.LL.D.,
Помощник астронома Чарльз Томсон, эсквайр.
Это обсерватория, основана Фрэнсисом Эндрюсом, эсквайром, доктором права, проректором Тринити-колледжа, возведена в 1785 году, согласно закону, с 1791 года находится под руководством Королевского астронома Ирландии, вначале доктора Генри Ушера, а затем доктора Бринкли, епископа Клойна.

Обсерватория оборудована астрономическими инструментами и открыта для всех лиц, заинтересованных в астрономической науке, при содействии нынешнего Помощника астронома. Координаты обсерватории: 53° 23'13" северной  широты, 6° 20' 15" западной долготы.
Дублинское среднее время, официальное время в Ирландии с 1880 года, было средним солнечным временем в Дансинке, точно так же, как среднее время по Гринвичу (GMT) было средним солнечным временем Гринвичской королевской обсерватории. В 1916 году Ирландия перешла на среднее время по Гринвичу. В 1936 году Тринити-колледж прекратил содержание обсерватории и сдал её территорию в аренду. В 1940 году премьер-министр Ирландии Имон де Валера в целях возрождения обсерватории основал Дублинский институт перспективных исследований (DIAS), а в 1947 году учредил в его структуре Школу космической физики.

## Директора
В 1783 году фондом Фрэнсиса Эндрюса, наряду с обсерваторией, была учреждена должность Эндрюсовского профессора астрономии в Дублинском университете, которая регламентировалась новым Уставом Тринити-колледжа, вменявшему в обязанности профессора «регулярно наблюдать за небесными телами … солнцем, луной и планетами». С 1793 года согласно указу короля Георга III Эндрюсовский профессор астрономии получал звание Королевского астронома Ирландии. Пост Эндрюсовского профессора астрономии оставался вакантным после 1921 года, но в 1966 году был упразднён после принятия нового устава университета и восстановлен в 1984 году как почётное звание для руководителя Школы космической физики DIAS, который являлся директором Дансинкской обсерватории с момента создания школы в 1947 году.
| Период пребывания в должности | Директор                    | Другие титулы директора                                                            | Примечания |
| ----------------------------- | --------------------------- | ---------------------------------------------------------------------------------- | --- |
| 1783-1790                     | Преподобный Генри Ушер      | Эндрюсовский профессор астрономии                                                  | Умер, находясь в должности |
| 1792-1827                     | Преподобный Джон Бринкли    | Эндрюсовский профессор астрономии, Королевский астроном Ирландии (с 1793)          | Назначен епископом Клойна в 1826 году. |
| 1827-1865                     | Сэр Уильям Роуэн Гамильтон  | Эндрюсовский профессор астрономии, Королевский астроном Ирландии                   | Назначен на должность в возрасте 21 года, будучи ещё студентом. Известен также как выдающийся математик, разработчик гамильтоновой механики, теории кватернионов и др. Умер, находясь в должности. |
| 1865-1874                     | Франц Брюннов               | Эндрюсовский профессор астрономии, Королевский астроном Ирландии                   | Ушёл на пенсию по состоянию здоровья. |
| 1874-1892                     | Сэр Роберт Стауэлл Болл     | Эндрюсовский профессор астрономии, Королевский астроном Ирландии                   | В 1892 году стал Лоундским профессором астрономии и геометрии в Кембридже. |
| 1892-1897                     | Артур Рембо                 | Эндрюсовский профессор астрономии, Королевский астроном Ирландии                   | В 1897 году стал директором обсерватории Радклиффа в Оксфорде. |
| 1897-1906                     | Чарльз Джаспер Джоули       | Эндрюсовский профессор астрономии, Королевский астроном Ирландии                   | Умер, находясь в должности. |
| 1906-1912                     | Сэр Эдмунд Тейлор Уиттекер  | Эндрюсовский профессор астрономии, Королевский астроном Ирландии                   | В 1911 году стал профессором Эдинбургского университета. |
| 1912-1921                     | Генри Крозер Китинг Пламмер | Эндрюсовский профессор астрономии, Королевский астроном Ирландии                   | В 1921 году стал профессором математики в военном училище в Вулидже. |
| 1921-1936                     | Чарльз Мартин               |                                                                                    | Исполняющий обязанности. Умер, находясь в должности. |
| 1936-1947                     | Вакансия                    |                                                                                    | Астрономические наблюдения не велись |
| 1947-1957                     | Герман Брюк                 | Директор школы космической физики DIAS                                             | В 1957 году стал Королевским астрономом Шотландии. |
| 1958-1963                     | Мервин Арчдел Эллисон       | Директор школы космической физики DIAS                                             | Умер, находясь в должности. |
| 1964-1992                     | Патрик Артур Уэймен         | Эндрюсовский профессор астрономии (с 1984), Директор школы космической физики DIAS | Ушёл на пенсию. |
| 1994-2007                     | Эверт Мейерс                | Старший профессор DIAS                                                             | Ушёл на пенсию. |
| 2007-2018                     | Люк Друри                   | Эндрюсовский профессор астрономии, Директор школы космической физики DIAS          | Ушёл на пенсию. |
| 2018- наст. время             | Питер Галлахер              | Старший профессор DIAS, руководитель отделения астрономии и астрофизики            | |